# Animal Crossing: New Leaf
Animal Crossing: New Leaf (とびだせ どうぶつの森, Tobidase Dōbutsu no Mori) é um jogo eletrônico de simulação de vida desenvolvido pela Nintendo Entertainment Analysis & Development e Monolith Soft, publicado pela Nintendo para o Nintendo 3DS em 8 de novembro de 2012, no Japão, e em 14 de junho de 2013, nas Américas e na Europa. New Leaf é o quarto jogo principal da série Animal Crossing, na qual o protagonista vive em uma pequena vila, populada por animais antropomórficos.
Neste jogo, o jogador controla o prefeito da vila ao invés de um simples aldeão. O jogo recebeu críticas geralmente bem positivas, garantindo médias de 88 e 87.30% em sites como Metacritic e GameRankings.
O título foi relançado com o banner do Nintendo Selects na América do Norte e uma versão atualizada com suporte a amiibos foi lançada gratuitamente na Nintendo eShop em novembro de 2016 para os proprietários da versão original. Uma versão física dessa atualização, junto com o jogo original, foi lançada como Animal Crossing: New Leaf - Welcome Amiibo no final de 2016.

## Jogabilidade
Os jogadores tomam controle de um aldeão que está se mudando para uma nova cidade. Ao chegar lá, ele é confundido com o prefeito da cidade e acaba sendo colocado no cargo. O jogador, portanto, deve presidir a cidade, ao invés de ser um mero habitante como nos outros jogos. Como nos jogos anteriores da série, o jogo gira em torno do próprio jogador conforme ele explora sua cidade, conversando com outros cidadãos e participando de atividades como pesca e caça de insetos. Ao fazer várias atividades ou vender vários itens, o jogador ganha Sinos que podem ser usados para comprar itens variados, como mobília ou roupas. New Leaf é jogado em tempo real com o relógio interno do Nintendo 3DS, tendo aspectos como tempo de abertura de lojas, espécies de vida selvagem e eventos especiais que veriam dependendo do dia e da estação do ano.
Animal Crossing: New Leaf introduz novas mecânicas à série. Os jogadores começarão o jogo em uma barraca ao invés de uma casa, e deverão expandí-la e aprimorá-la com o tempo. Customização, uma característica principal da série, principalmente na habilidade do jogador de modificar a aparência do seu personagem de de sua casa, foi também aprimorada. As calças do personagem podem ser modificadas, além das camisetas, sapatos, chapéu e acessório; e a habilidade de pendurar mobília nas paredes foi adicionada. Alguns aspectos adicionados anterioremente em Dōbutsu no Mori e+, título exclusivo do Japão para o Nintendo GameCube, como bancos e postes de iluminação, que haviam sido removidos dos jogos posteriores, retornaram em New Leaf. Outra adição é a habilidade de nadar no oceano que faz fronteira com a vila. Jogadores podem, utilizando a Nintendo Network, adicionar uns aos outros na sua lista de amigos, para trocarem mensagens entre si. Grupos de até quatro jogadores podem ir à ilha tropical Tortimer Island para jogarem diversos minigames que têm como prêmio medalhas. Jogadores podem também tirar fotos a qualquer momento. Elas são salvas na Câmera do Nintendo 3DS e podem ser compartilhadas via Facebook, Twitter, e Tumblr.
New Leaf utiliza várias das funções do Nintendo 3DS, das quais algumas se tornam disponíveis conforme o tempo passa. Jogadores podem visitar cidades de amigos e outros jogadores através de multiplayer local ou online, podendo jogar com até quatro amigos. Uma função conhecida como Dream Suite permite que jogadores baixem cidades de amigos em "sonhos" para explorá-las livremente. A função "Happy Home Showcase" permite que jogadores vejam as casas de outros jogadores encontrados por StreetPass. Uma máquina de costura permite que jogadores criem Códigos QR de seus designs, que outros jogadores podem baixar utilizando a câmera do Nintendo 3DS. Finalmente, as Moedas de Jogo podem ser usadas para comprar biscoitos da sorte, que podem ser trocados por prêmios especiais, como itens raros baseados em outras franquias da Nintendo.